# إنريكو لا لوجيا
إنريكو لا لوجيا هو محامي وسياسي إيطالي، ولد في 25 فبراير 1947 في جرجنت في إيطاليا. نشط حزبياً في فورزا إيطاليا والحزب الديمقراطي المسيحي الإيطالي.

## مناصب
- انتخب عضو مجلس الشيوخ الإيطالي ‏.
- انتخب وزير الشؤون الإقليمية ومناطق الحكم الذاتي ‏ (11 يونيو 2001 – 23 أبريل 2005).
- انتخب وزير الشؤون الإقليمية ومناطق الحكم الذاتي ‏ (23 أبريل 2005 – 17 مايو 2006).
- انتخب وزير الشؤون الإقليمية ومناطق الحكم الذاتي ‏ (11 يونيو 2001 – 23 أبريل 2005).
- انتخب عضو مجلس النواب في الجمهورية الإيطالية ‏.